# Садок
Садо́к — село в Україні, у Борозенській сільській громаді Бериславського району Херсонської області. Населення становить 484 осіб.

## Історія
12 червня 2020 року, відповідно до Розпорядження Кабінету Міністрів України від № 726-р «Про визначення адміністративних центрів та затвердження територій територіальних громад Херсонської області», увійшло до складу  Борозенської сільської громади.
19 липня 2020 року, в результаті адміністративно-територіальної реформи та ліквідації  Великоолександрівського району увійшло до складу Бериславського району.
В березні 2022 року село було захоплене російськими окупантами.
10 листопада, після 9 місяців окупації, Садок був визволений з-під окупації Збройними силами України в ході контрнаступу в Херсонській області.

## Населення

### Мовний склад
Рідна мова населення за даними перепису 2001 року:
| Мова       | Чисельність, осіб | Доля     |
| ---------- | ----------------- | -------- |
| Українська | 425               | 87,81 %  |
| Російська  | 21                | 4,34 %   |
| Вірменська | 10                | 2,07 %   |
| Інше       | 28                | 5,78 %   |
| Разом      | 484               | 100,00 % |